# Defensoría del Contribuyente
La Defensoría del Contribuyente (conocida también por su sigla DEDECON) es un servicio público descentralizado, con personalidad jurídica y patrimonio propio, liderado por un Defensor Nacional y sometido a la supervigilancia del Presidente de la República a través del Ministerio de Hacienda. Se creó mediante la Ley N°21.210, que Moderniza la Legislación Tributaria.
El objetivo principal de la Defensoría es velar por la protección y resguardo de los derechos de los contribuyentes, en las materias de tributación fiscal interna. En el ejercicio de sus atribuciones legales, la Defensoría debe velar especialmente por la protección y resguardo de los derechos de los más vulnerables y de las micro, pequeñas y medianas empresas.

## Historia
Mediante cadena nacional el 18 de agosto de 2018, el presidente Sebastián Piñera anunció el proyecto de ley que moderniza el sistema tributario que entre otras materias propone crear la “Defensoría del Contribuyente” para evitar actos arbitrarios o abusivos contra los contribuyentes, otorgándoles mayor certeza y mayor seguridad jurídica.

## Misión y Objetivos
La misión de la Defensoría es «resguardar, promover y proteger los derechos de las y los contribuyentes, principalmente de aquellas personas más vulnerables, micro, pequeñas y medianas empresas, a través de servicios gratuitos, especializados, cercanos, y modernos, que permitan la promoción de la cultura contributiva con enfoque de género y de un adecuado cumplimiento de las obligaciones tributarias».
Asimismo, la Defensoría tiene los siguientes objetivos:
- Promover y proteger la igualdad en el ejercicio de los derechos de las y los contribuyentes de forma técnica y oportuna con un lenguaje claro e inclusivo, mediante la prestación de los servicios de orientación tributaria, representación administrativa, mediación, tramitación y resolución de quejas, especialmente a las personas más vulnerables, micro, pequeñas y medianas empresas.
- Promover la educación tributaria y cultura contributiva a las y los contribuyentes, en términos claros, y sencillos, mediante la difusión, capacitación, guía y acompañamiento en el cumplimiento de sus obligaciones tributarias, de manera inclusiva y con perspectiva de género.
- Contribuir al fortalecimiento del sistema tributario, entregando recomendaciones y opiniones técnicas a autoridades afines y generando solicitudes de pronunciamiento, interpretaciones o aclaraciones al Servicio de Impuestos Internos (SII).
- Detectar problemas y proponer soluciones en temas relacionados con el ejercicio de los derechos y la promoción de la cultura y el cumplimiento tributario de las y los contribuyentes, mediante la realización de estudios cuantitativos y cualitativos, y explorando distintas interseccionalidades.

## Servicios y Educación Tributaria
La Defensoría del Contribuyente en función de sus atribuciones, entrega cinco servicios para proteger y resguardar los derechos de los contribuyentes ante el Servicio de Impuestos Internos (SII). Estos servicios son gratuitos y pueden ser solicitados a lo largo de todo el país a través de su sitio web, atendidos por un equipo de abogados, abogadas y contadores especializados en materias tributarias.
- Orientación y Apoyo Tributario
- Representación Administrativa
- Mediación ante el SII
- Informes y Opiniones Técnicas
- Recepción y Gestión de Quejas

De igual forma, también entrega educación tributaria a través de su sitio web informando sobre los derechos del contribuyente con diverso material de apoyo, además de realizar charlas y talleres.

## Funciones y Atribuciones
La Defensoría del Contribuyente cuenta con las siguientes funciones y atribuciones:
- Velar por la protección de los derechos de los contribuyentes, la observancia del principio de legalidad y, en general, asegurar el respeto del estado de derecho. Adicionalmente, en el ejercicio de sus funciones, la Defensoría promoverá el cumplimiento íntegro por parte de los contribuyentes de las obligaciones administrativas y tributarias que les correspondan en conformidad con la normativa legal vigente.

- Orientar a los contribuyentes en las materias de su competencia, especialmente sobre los recursos disponibles en materia de tributación fiscal interna, y los posibles cursos de acción y medidas para cumplir con los requerimientos realizados por el Servicio de Impuestos Internos.

- Conocer las quejas de los contribuyentes afectados por actos administrativos, acciones u omisiones del Servicio de Impuestos Internos, que puedan significar una vulneración de los derechos de los contribuyentes o la ley, así como también aquellos que signifiquen una limitación en el ejercicio de actividades económicas tales como la restricción a la emisión de documentos, presentación de declaraciones de impuesto, rectificaciones u otras similares.

- Emitir, cuando corresponda, recomendaciones públicas no vinculantes respecto de los actos del Servicio de Impuestos Internos que vulneran los derechos del contribuyente o sean contrarios a la ley.

- Disponer, conforme a sus facultades legales, que se lleven a cabo estudios, análisis y revisiones para resolver las quejas de los contribuyentes.

- Representar ante el Servicio de Impuestos Internos a los contribuyentes indicados en el artículo 44 en la interposición y tramitación de recursos administrativos destinados a asegurar la protección de los derechos de los contribuyentes y la aplicación de la ley.

- Actuar como tercero en los procedimientos de mediación entre los contribuyentes y el Servicio de Impuestos Internos, fomentando la aproximación y cooperación entre las partes, e instándolas a llegar a acuerdo.

- Emitir opiniones técnicas dentro del ámbito de sus competencias.

- Realizar o encomendar la realización de estudios que identifiquen problemas generales del ordenamiento tributario que dificulten la aplicación de la ley o vulneren los derechos de los contribuyentes, y proponer al Servicio de Impuestos Internos medidas para su solución.

- Informar al Ministerio de Hacienda propuestas de modificaciones a la normativa tributaria fiscal interna destinadas a resolver problemas generales del ordenamiento tributario o proteger los derechos de los contribuyentes. Asimismo, deberá informar al Congreso Nacional sobre normas o interpretaciones que puedan afectar los derechos de los contribuyentes, en particular, durante la tramitación de proyectos de ley.

- Informar al Servicio de Impuestos Internos la existencia de prácticas que afecten los derechos de los contribuyentes, y proponer modificaciones a las mismas.

- Solicitar al Servicio de Impuestos Internos para que, en el ejercicio de sus facultades, se pronuncie o aclare materias de interés público.

- Emitir opiniones técnicas respecto de la normativa tributaria fiscal interna previa solicitud del Servicio de Impuestos Internos o del Ministerio de Hacienda.

- Coordinar reuniones periódicas con el Servicio de Impuestos Internos para efectos de promover la cooperación entre ambas instituciones.

- Solicitar al Servicio de Impuestos Internos para que señale cuál es la interpretación administrativa vigente ante la existencia de dos o más oficios que contengan criterios no concordantes sobre una materia.

- Promover el estudio, enseñanza y difusión de la normativa tributaria, en especial, los derechos de los contribuyentes, las facultades y atribuciones de las autoridades administrativas, y los recursos y procedimientos disponibles para reclamar de los actos que vulneren dichos derechos.

- Adoptar todas las medidas de publicidad necesarias con el objeto de informar a los contribuyentes sobre sus derechos.

- Fomentar y difundir el cumplimiento tributario, el pago de los impuestos, la presentación de declaraciones y, en general, la observancia de toda clase de obligaciones legales y administrativas que apliquen a los contribuyentes. Para dichos efectos, la Defensoría podrá ejercer todas las acciones de difusión que estime pertinentes para promover una cultura contributiva basada en el cumplimiento tributario y el respeto de los derechos de los contribuyentes.

## Consejo
El Consejo de la Defensoría del Contribuyente, es un órgano técnico y colegiado, compuesto por tres consejeras(os) independientes, que entre sus funciones tienen el asesorar y aconsejar a la o el Defensor Nacional del Contribuyente en el ejercicio de sus funciones.
Para el periodo 2023 - 2025 el Consejo seleccionado mediante Concurso de Alta Dirección Públicaestá conformado por:
- Alex Fischer
- María Pilar Navarro
- Gonzalo Polanco

## Defensores Nacionales del Contribuyente
El Defensor Nacional del Contribuye es un cargo elegido mediante concurso de alta dirección pública, tiene una duración de 4 años y la posibilidad de ser ratificado por un nuevo período.
| Titular                | Inicio                  | Final               | Presidente                                    |
| ---------------------- | ----------------------- | ------------------- | --------------------------------------------- |
| Miguel Zamora Rendich  | 15 de noviembre de 2021 | 1 de agosto de 2022 | Sebastián Piñera Echenique Gabriel Boric Font |
| Ricardo Pizarro Alfaro | 29 de mayo de 2023      | En el cargo         | Gabriel Boric Font                            |

### Redes sociales
- Defensoría del Contribuyente en Facebook
- Defensoría del Contribuyente en Instagram
- Defensoría del Contribuyente en LinkedIn
- Defensoría del Contribuyente en YouTube

- Datos: Q124259307